# Instituto de Estudios Turolenses
L'Instituto de Estudios Turolenses és una entitat creada per la Diputació Provincial de Terol el 1948 per tal de fomentar, orientar i coordinar la labor investigadora i cultural de les diverses branques de les Ciències i de les Arts quan es relacionin amb la província de Terol i amb els seus interessos materials i morals. També coordina els centres d'estudis de la província i exerceix com a editorial. Està enquadrat dins del CSIC.

## Organització
Està dirigit per un Patronat, el cap del qual és el president de la Diputació Provincial amb un nombre determinat de vocals que poden ser individuals, corporatius i representatius. En l'aspecte tècnic hi ha un director i un vicedirector, així com un secretari general i el personal administratiu. També hi ha els caps de les Seccions d'Art, Arqueologia, Literatura, Ciències Naturals, Fotografia, Història.
Organitza actes culturals, patrocina exposicions, dona ajudes econòmiques per a la recerca, col·labora en cursets i congressos i, especialment, organitza certàmens científics a Terol, Albarrasí i Alcanyís. El seu òrgan oficial és la revista Teruel, de periodicitat semestral, on es recullen tots els estudis de caràcter científic relacionats amb la província de Terol, així com una Secció de Bibliografia sobre temes terolencs. També edita sèries sobre diferents temes com ara la dedicada a Catàlegs Documentals o la dedicada a temes etnològics o musicals. A més ha publicat diversos treballs de temes monogràfics: 
- Historia de Albarracín
- La cerámica de Teruel
- La Colegiata de Alcañiz
- El castillo de Mora de Rubielos
- La Prehistoria del Bajo Aragón
- El Fuero de Teruel
- La Orfebrería de Teruel y su provincia
- Historia de Teruel
- El artesonado de la Catedral de Teruel
- Teruel Monumental
- Carta Arqueológica de España: Teruel
- Los monumentos de la ciudad de Teruel

També convoca una important línia d'ajudes i beques a la recerca, tesis doctorals, tesis de llicenciatura i treballs de recerca sobre temes terolencs, a la creació literària o el 1997 l'espai natural de les pinedes del Pinastre d'Albarrasí.

## Presidents
- Martín Almagro Basch (1948)